# 津貫駅
津貫駅（つぬきえき）は、かつて鹿児島県加世田市津貫（現・南さつま市加世田津貫）にあった鹿児島交通枕崎線（南薩鉄道）の駅（廃駅）である。
かつては、駅前にある本坊酒造津貫蒸留所への引き込み線があり、蒸留所で製造された焼酎の貨物の発着があった。

## 歴史
- 1931年（昭和6年）3月10日：枕崎線の枕崎延伸と同時に開業。
- 1971年（昭和46年) 4月1日：無人駅化。
- 1984年（昭和59年）3月17日：同線廃線と共に廃止。

## 駅構造
地上駅であった。交換設備は1971年（昭和46年）に撤去され、無人駅となった。

## 駅周辺
- 本坊酒造津貫蒸留所
- 津貫郵便局

駅廃止当時は、加世田警察署津貫駐在所・加世田市立津貫小学校・加世田市立津貫中学校が近隣にあった。

## 廃止後の現状
2003年（平成15年）頃まではプラットホームが残っていたが、その後は保育園になっている。枕崎側に残っていた踏切跡のレールも撤去されており、国道270号に並行して残っていた道床跡も国道の拡幅工事により姿を消している。

## 隣の駅
鹿児島交通（南薩鉄道）
枕崎線
干河駅 - 津貫駅 - 上津貫駅